# Thomas Potter (joueur britannique de rugby à XV)
Pour les articles homonymes, voir Thomas Potter et Potter.

a Compétitions nationales et continentales officielles uniquement.

Thomas « Tom » Potter est un joueur gallois de rugby à XV, né le 31 août 1882. Ancien officier de l'Army et joueur des Harlequins, Potter a laissé une trace indélébile dans l'ADN du jeune club palois de la Section paloise, qui venait de délaisser la barette au profit du rugby à XV. 
International avant la Première Guerre mondiale, Potter est mobilisé durant le conflit et fait preuve d'une grande bravoure au combat.
Il survit et devient entraineur au Racing, au RC Toulon et en Italie.  

## Carrière

### Joueur

#### Harlequins
Potter évolue au Harlequins, après un passage dans l'équipe du Middlesex Rugby Football Union (en).

#### US Cognac (1910-1911)
Tom Potter découvre le rugby français avec l'US Cognac.

#### Section paloise (1911-1913)
Tom Potter rejoint la Section paloise à l'âge de 27 ans. Potter est officiellement nommé comme professeur d'anglais au Lycée de Pau. Il devient rapidement Capitaine et permet au club de franchir un cap sportif. 
Potter est en effet crédité pour l'émergence d'une jeune génération de joueurs qui se forgent une réputation nationale, et sont aux portes de l'équipe de France. Sous sa houlette, Gilbert Pierrot porte le maillot du XV de France, alors que Victor Bernicha, Paul Lamouret, Maurice Tournier, Théophile Cambre, Henri Espelette, Bonnemort, Rieu et Bergès sont pré-sélectionnés. Potter repositionne notamment Paul Lamouret à la mêlée, ayant repéré sa qualité de passe. 
L'aura de Tom Potter est alors à son apogée en France, puisque des journaux comme l'Auto ou Sporting sollicitent son avis sur le rugby français. Potter fait alors partie d'un cercle restreint de joueurs étrangers notables en France.
À partir de 1913, le vote de la proposition Robert Bernstein émanant des instances dirigeantes du rugby en France lui interdit de participer à des matches officiels,. La Section paloise est contrainte de plus aligner Tom Potter. Cette décision provoque l'ire de la Section et de l'Aviron. Le cas Potter est similaire à celui d'Owen Roe, de Haywards ou de Percy Bush.
C'est la raison pour laquelle Potter ne participe pas à la fameuse rencontre de 1913 entre la Section et l'Aviron.
Plusieurs versions de son départ de Pau ont cours. Il aurait quitté la ville du jour au lendemain peu avant le début de la guerre. Une autre version fait état du fait que la Section l'aurait sacqué. Des rumeurs courent alors quant à la possibilité de fonder un club concurrent.

### Première Guerre mondiale
Potter est mobilisé au sein de l'Armée anglaise et se distingue, terminant la guerre avec le grade de Lieutenant-colonel.

### Entraineur

#### Racing Club de France
A la fin de la Première Guerre mondiale, Potter se fixe à Paris, rue Rue Théodore-de-Banville. Il devient Capitaine (entraineur-joueur) du Racing en 1919.

#### US Perpignan
Potter devient entraineur de l'US Perpignan de 1927 à 1928,.

#### Ambrosiana
Potter prend ensuite la direction de l'Italie, où il prend en charge la SS Ambrosiana,. 

#### RC Toulon
Tom Potter prend ensuite en main la destinée du RC Toulon, alors qu'il possède une ferme d'élevage de poulets dans les environs.

#### US aptésienne
Potter entraine l'US aptésienne à partir de 1931.